# Jade Gillet
Jade Gillet (30 de enero de 2001) es una deportista francesa que compite en saltos de plataforma.
Ganó una medalla de plata en el Campeonato Mundial de Natación de 2022 y una medalla de bronce en el Campeonato Europeo de Natación de 2024.

## Palmarés internacional
| Campeonato Mundial | Campeonato Mundial | Campeonato Mundial | Campeonato Mundial     |
| Año                | Lugar              | Medalla            | Prueba                 |
| ------------------ | ------------------ | ------------------ | ---------------------- |
| 2022               | Budapest (Hungría) | Medalla de plata   | Equipo mixto           |
| Campeonato Europeo |                    |                    |                        |
| Año                | Lugar              | Medalla            | Prueba                 |
| 2024               | Belgrado (Serbia)  | Medalla de bronce  | Plataforma 10 m sincro |